# 頭頂下溝
頭頂下溝（とうちょうかこう、英:Subparietal sulcus）は大脳の内側面にある脳溝の一つ。脳梁膨大部の上方を前後方向に走る。楔前部と帯状回の境界をなす。頭頂葉と辺縁葉の境目となる脳溝。

## 解剖
形は脳梁溝と平行なものが多い。しかし帯状溝の後部に平行して前下方より後上方に上るものもある。

## 参考画像

### 位置と関連する脳回
- 頭頂下溝の位置。赤色で示す
- 楔前部。頭頂下溝は楔前部の下方の境界を定める。
- 帯状回。頭頂下溝は帯状回の後部上方の境界を定める。

### 関連する脳溝
- 帯状溝。頭頂下溝の前方を走る脳溝。
- 縁溝。帯状溝が上方に向かって折れ曲がる部分。
- 脳梁溝。頭頂下溝は多くの場合、脳梁溝と平行に走る。
- 頭頂後頭溝。頭頂下溝の後方にある脳溝。

## 脚註
1. 1 2  竹岡 明日香, 杉下 守弘「頭頂葉の脳溝と脳回」『認知神経科学』第3巻第1号、認知神経科学会、2001-2002、54-56頁、JOI:JST.Journalarchive/ninchishinkeikagaku1999/3.54。